# Romeinse baksteen

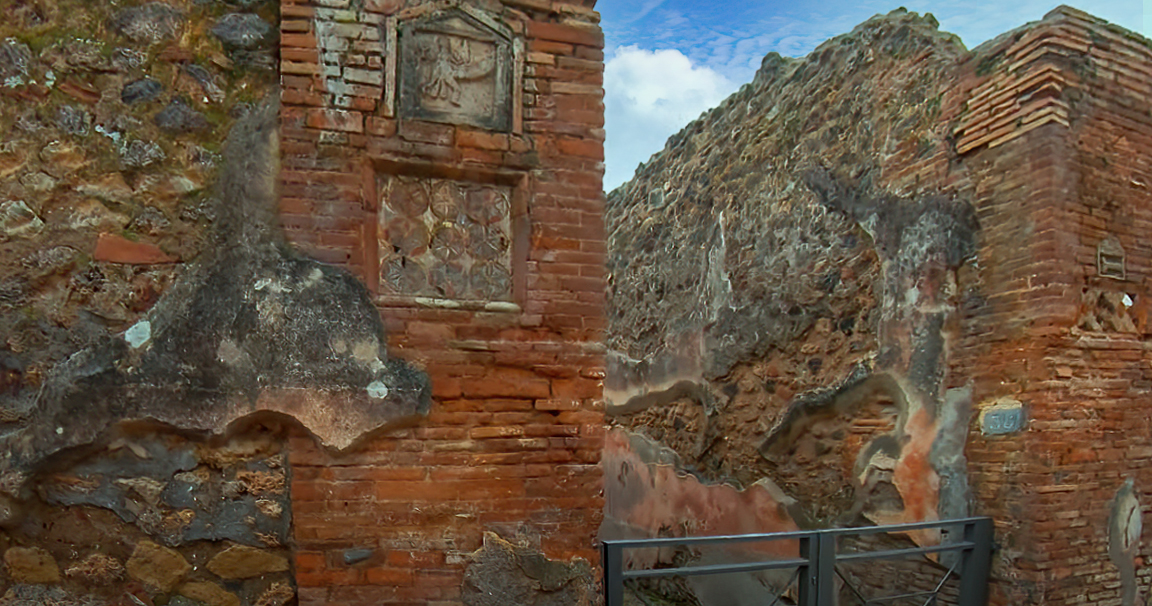
Bakstenen deurpost in Pompeï

De Romeinse baksteen (Latijn: later) is een uit klei gebakken kunstmatige steen die in de Romeinse bouwtechniek werd gebruikt voor metselwerk, vloeren, wandbekleding en dakbedekking.

## Geschiedenis

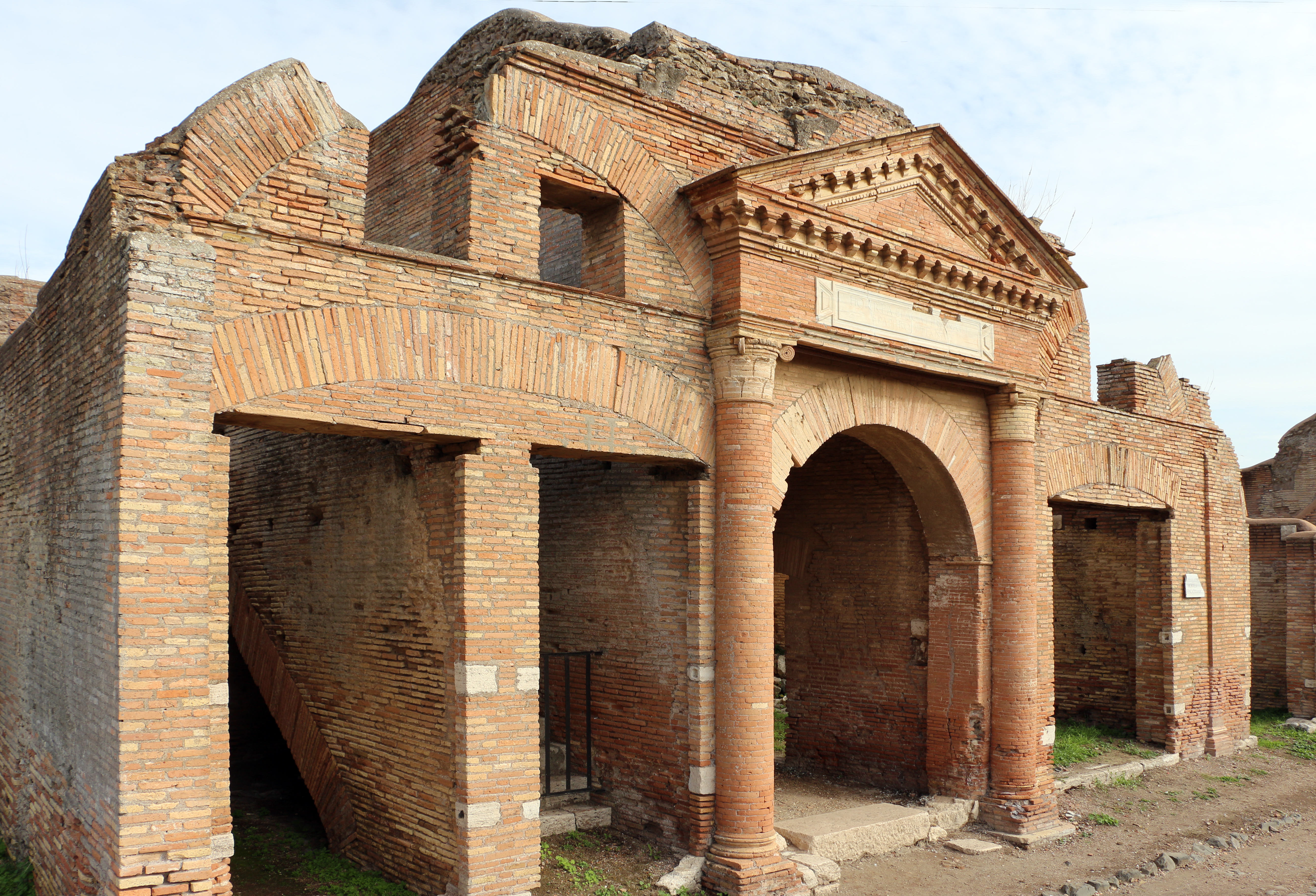
Pakhuis met bakstenen ontlastingsbogen in Ostia Antica.

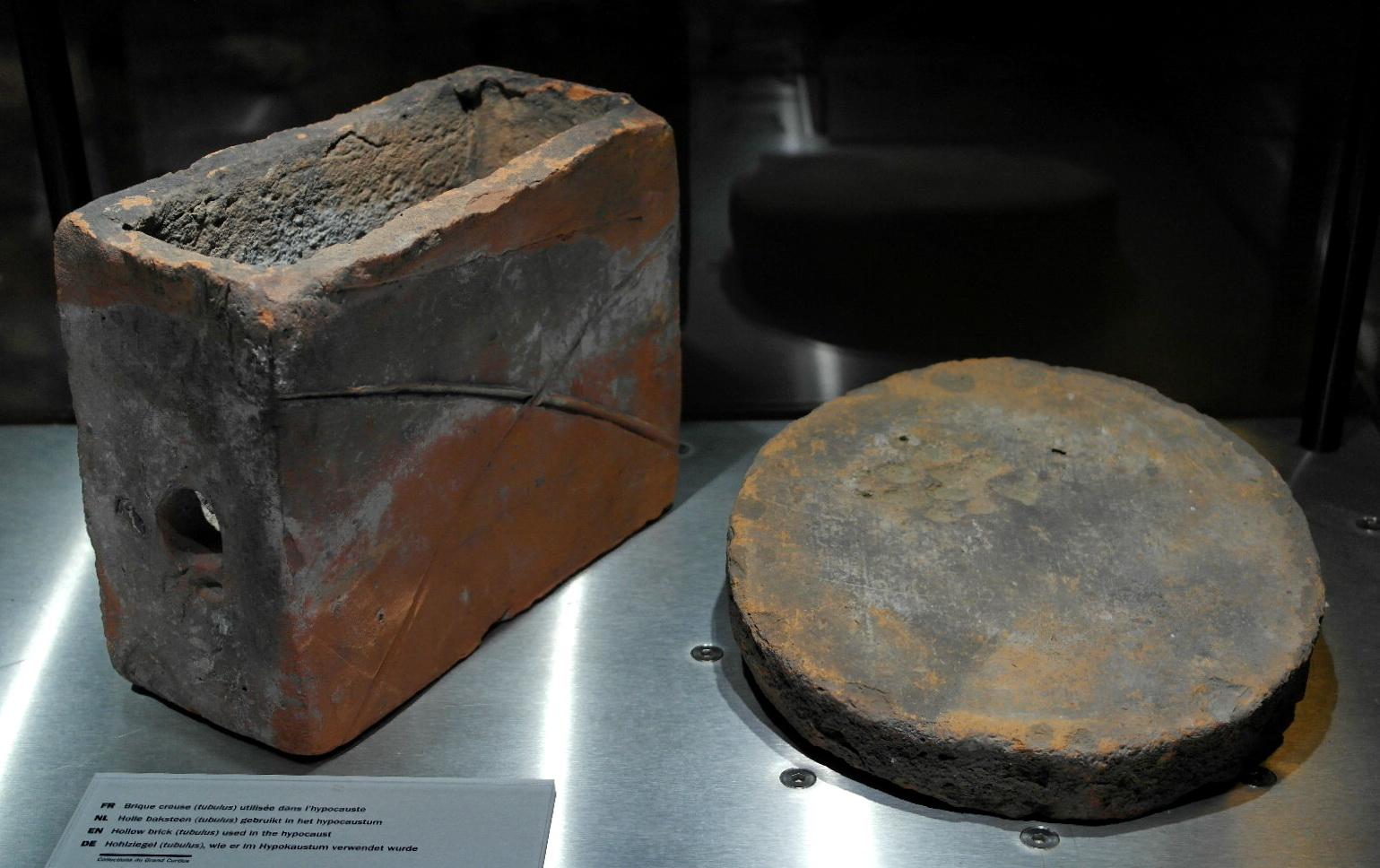
Tubulus en ronde lateres bessales

De Romeinen gebruikten vanaf het midden 8e eeuw v.Chr. lateres crudi (leemsteen), in de zon gedroogde baksteen. Vanwege de gevoeligheid voor vocht moesten deze op stenen funderingen worden gebruikt en worden afgewerkt met een pleisterlaag. Met de opkomst van de Romeinse keramiekoven, waarschijnlijk in de 4e eeuw v.Chr., werden de eerste in een oven gebakken bakstenen geproduceerd. Deze stenen werden door de Romeinen testae of lateres cocti genoemd. Tot de tijd van Augustus werden deze stenen echter vrijwel alleen als dakbedekking gebruikt. De eerste ovengebakken Romeinse bakstenen voor muren werden tijdens het bewind van Caesar op Sicilië en in Zuid-Italië gemaakt. Deze muren waren in feite van beton, met een laag bakstenen aan de beide zijden. Volledig in baksteen gemetselde muren waren zeldzaam bij de Romeinen. De tombe van Caecilia Metella uit circa 40–30 v.Chr. was een van de eerste bouwwerken in Rome die met ovengebakken baksteen was gebouwd.
Naast het gebruik als dakpan en betonbekleding werden bakstenen veelvuldig gebruikt voor het metselen van zuilen, raam- en deurkozijnen, koepels en bogen. De Romeinen gebruikten bakstenen rondbogen in tongewelven, boogbruggen en allerlei ontlastingsbogen; van kleine boogjes in een oven of hypocaustum tot de dubbele en driedubbele ontlastingsbogen in de muren van het Pantheon, die het gewicht van de betonnen koepel over de pijlers verdelen. In Rome verschenen bakstenen voor muren pas ten tijde van Augustus. Vooral voor insulae, de Romeinse flatgebouwen, waren ovengebakte stenen een uitkomst, want met in de zon gebakte stenen werden de muren te dik voor de schaarse ruimte in de stad. Aan het einde van de 1e eeuw werd baksteen in het gehele Romeinse Rijk als bouwmateriaal gebruikt. In het begin was de baksteenproductie in handen van rijke Romeinen, maar in de 2e eeuw onder keizer Hadrianus werd de baksteenproductie voor grote bouwprojecten centraal gereorganiseerd. Tevens werd de gewoonte ingevoerd om het fabricagejaar (consulair jaar) op de baksteen met stempels te markeren. De latere geschiedenis lijkt te wijzen op een geleidelijke centralisatie van de baksteenproductie onder direct keizerlijk gezag.
In de 6e eeuw verschenen in Byzantijns Ravenna de eerste bakstenen die wat betreft de vorm niet meer op vloertegels maar op de huidige bakstenen leken. Ze waren dikker dan de Romeinse stenen en hadden een lengte van ongeveer twee keer de breedte. Deze bakstenen waren wel wat groter dan de moderne stenen, circa 300 x 150 x 80 mm.

## Beschrijving
Romeinse bakstenen waren dunner en breder dan hedendaagse bakstenen en leken meer op tegels; ze waren meestal 3 tot 5 cm dik. De ongebakken lateres crudi waren 33 x 35 cm en 4 cm dik, iets groter dan de 30 x 30 cm van de gebakken lateres pedales, de meest gebruikte bakstenen. De meeste bakstenen waren vierkant, maar de Romeinen produceerden ook andere vormen, waaronder ronde, rechthoekige, driehoekige en achthoekige stenen. Verder werden speciale stenen voor specialistische doeleinden gefabriceerd.

### Gewone bakstenen

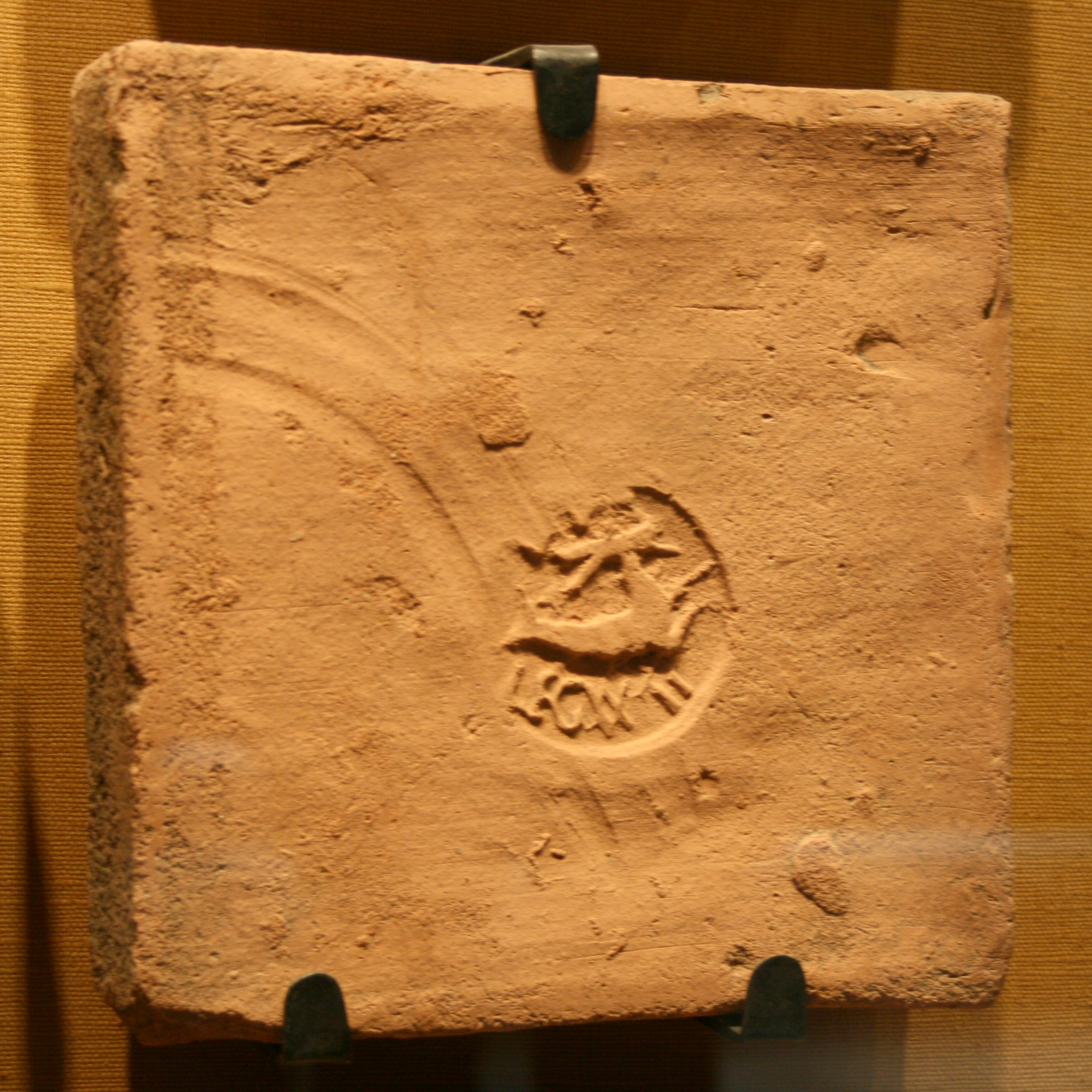
Legio XXII Primigenia-stempel op een Romeinse baksteen

- Lateres bessales "baksteen twee derde": vierkante of ronde bakstenen van 2/3 bij 2/3 voet of 2/3 voet in diameter (circa 20 cm).[12] Deze stenen werden onder andere gebruikt in pilae; de pilaartjes onder de suspensura zwevende vloer van het hypocaustum, het Romeinse vloerverwarmingssysteem.
- Lateres pedales "baksteen één(voets)": bakstenen van 1 bij 1 voet, circa 30 cm. Vitruvius noemde dit type tetradoron (4 palmus minor).[8] De ronde variant werd onder andere gebruikt voor gemetselde zuilen;[2] hiervoor werden echter meestal diagonaal gebroken driehoekige bessales gebruikt.
- Lateres sesquipedales "baksteen anderhalf": bakstenen van 1,5 bij 1,5 voet, circa 45 cm. Deze konden in 4 of 8 driehoeken worden gesneden, waarbij de schuine, zichtbare zijde respectievelijk circa 40 of 30 cm bedroeg. Vitruvius noemde deze baksteen Lydisch.[8]
- Lateres bipedales "baksteen twee(voets)": bakstenen van 2 bij 2 voet, circa 60 cm. Deze werden meestal in één stuk gebruikt, maar als ze werden gesneden was dat in 8 of 16 driehoeken. De grote bipedales werden in combinatie met gebroken bessales gebruikt in opus testaceum, het meest gebruikte Romeins siermetselwerk voor muren. Verder werden de stenen gebruikt als vloertegels en in het hypocaustum als bodembedekking en als onderlaag voor de zwevende vloer.[13] Ze werden sinds de 1e eeuw ook toegepast bij wandverwarming; de stenen werden dan met keramieken klosvormige afstandhouders en lange metalen spijkers verticaal tegen de muur geplaatst[13] met een afstand van een palmus minor (circa 7,5 cm) tussen de buitenmuur en de bipedales.[8] Verder werd de ontlastingsboog in bakstenen bogen meestal met bipedales gemetseld.

### Andere bakstenen

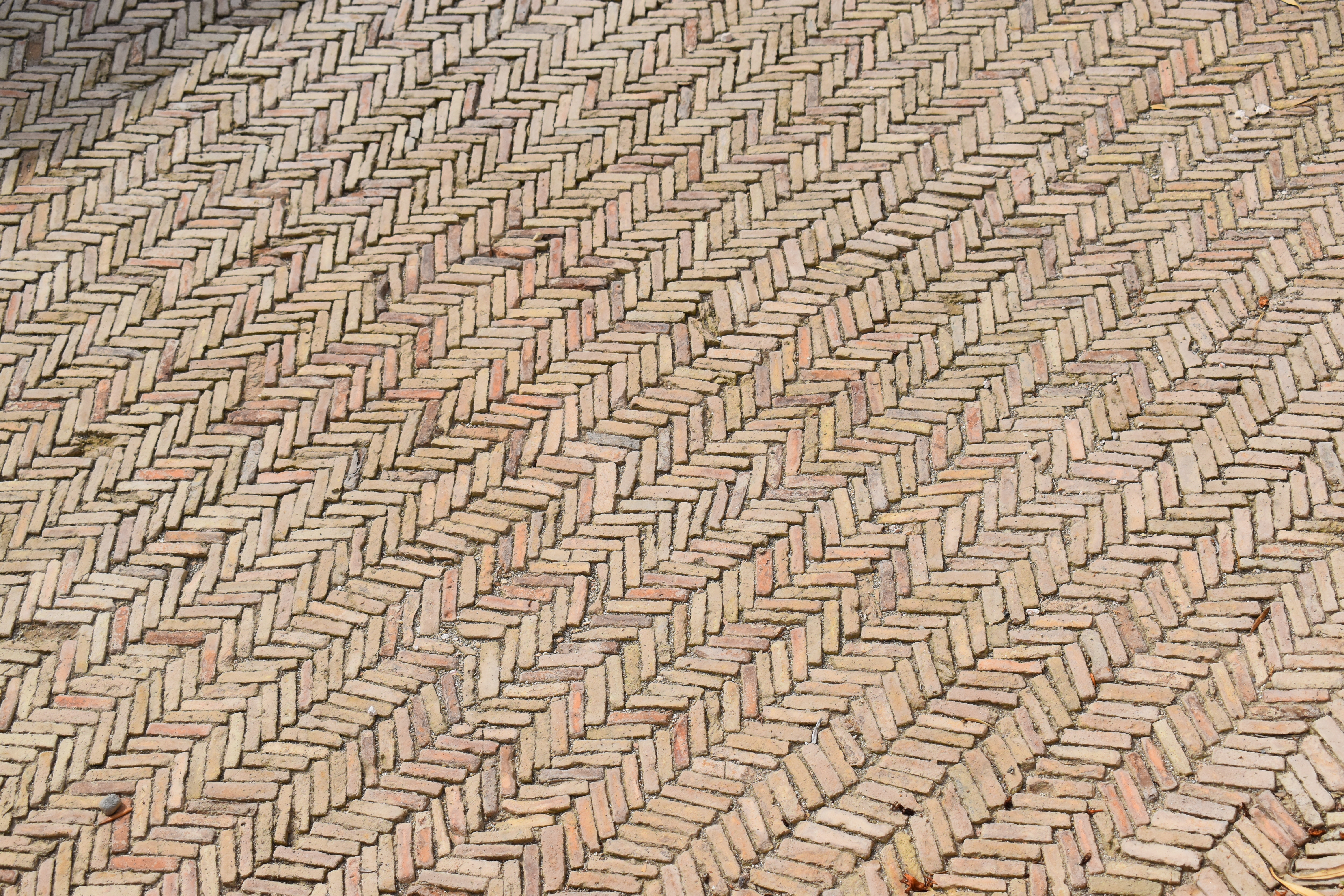
Spicatum lateres in opus spicatum

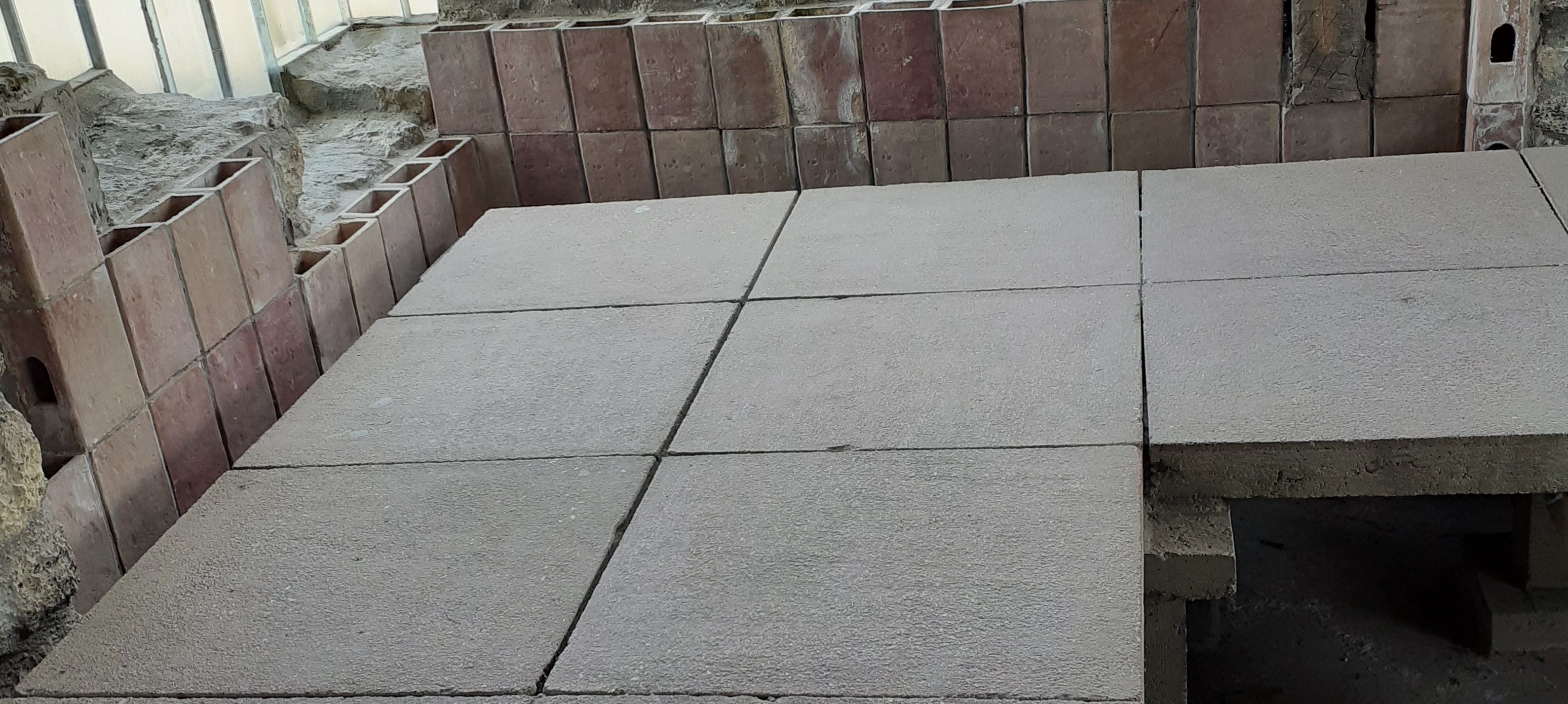
Tubuli en bipedales

- Spicatum lateres: kleine rechthoekige baksteentjes die werden gebruikt in opus spicatum; siermetselwerk in visgraatverband. Deze steentjes, ook wel laterculi genoemd, hadden meestal een afmeting van 2,5 x 3 x 10 cm.[12]
- Tegulae mammatae: stenen met uitsteeksels aan de onderkant, meestal op de vier hoeken. Deze stenen werden gebruikt als wandtegels om een soort spouwmuur te creëren en daarmee vochtdoorslag te voorkomen. Sinds het einde van de 1e eeuw v.Chr. werd deze constructie in combinatie met een hypocaustum gebruikt voor wandverwarming.
- Tegulae hamatae: stenen met uitsteeksels op andere plaatsen dan de tegulae mammatae; als een tegula mammata en hamata met de uitsteeksels tegen elkaar werden geplaatst ontstond een soort tubuli en werd de warmte niet door de buitenmuur opgenomen.
- Tegulae fractae: gebroken en gesneden standaardstenen die voor decoratieve doeleinden werden gebruikt.
- Tegulae en imbrices: De tegula was een Romeinse dakpan van circa 45 bij 60 cm.[14] De imbrex, ook wel tegula imbricata genoemd, was een halfrond gebogen dakpan die over de stootranden van twee tegulae werd geschoven. Tegulae colliciarum waren dakpannen met een schuine zijde, voor als er een hoek in het dak zat.
- Tubuli: holle bakstenen van gemiddeld[noot 2] 10 x 15 x 20 cm die in de wanden van te verwarmen ruimtes boven een hypocaustum werden gebruikt om naast de vloeren ook de muren te verwarmen. Er waren 2 varianten: met boven en onder een opening, waardoor ze op elkaar gestapeld een pijp vormden, of met aan alle vier de zijden een opening, waardoor de warmte zich in de muur naar alle kanten kon verspreiden. Holle bakstenen werden vanaf de 1e eeuw gebruikt en hadden soms een patroon aan de voor- en achterkant om de aanhechting met de buitenmuur en binnenmuur, een pleisterlaag, te verbeteren.[15]

Van de gewone bakstenen bestonden ook rechthoekige, ronde en achthoekige varianten, hoewel dit laatste type vrij zeldzaam was. Verder werden er speciale bakstenen gemaakt voor lijsten of decoraties: deze stenen werden soms nog ter plekke in een bijzondere vorm bewerkt. In het midden van de 2e eeuw werden bakstenen van verschillende kleuren (in verschillende tinten rood en geel) gebruikt om decoratieve patronen mee te maken.

## Fabricage

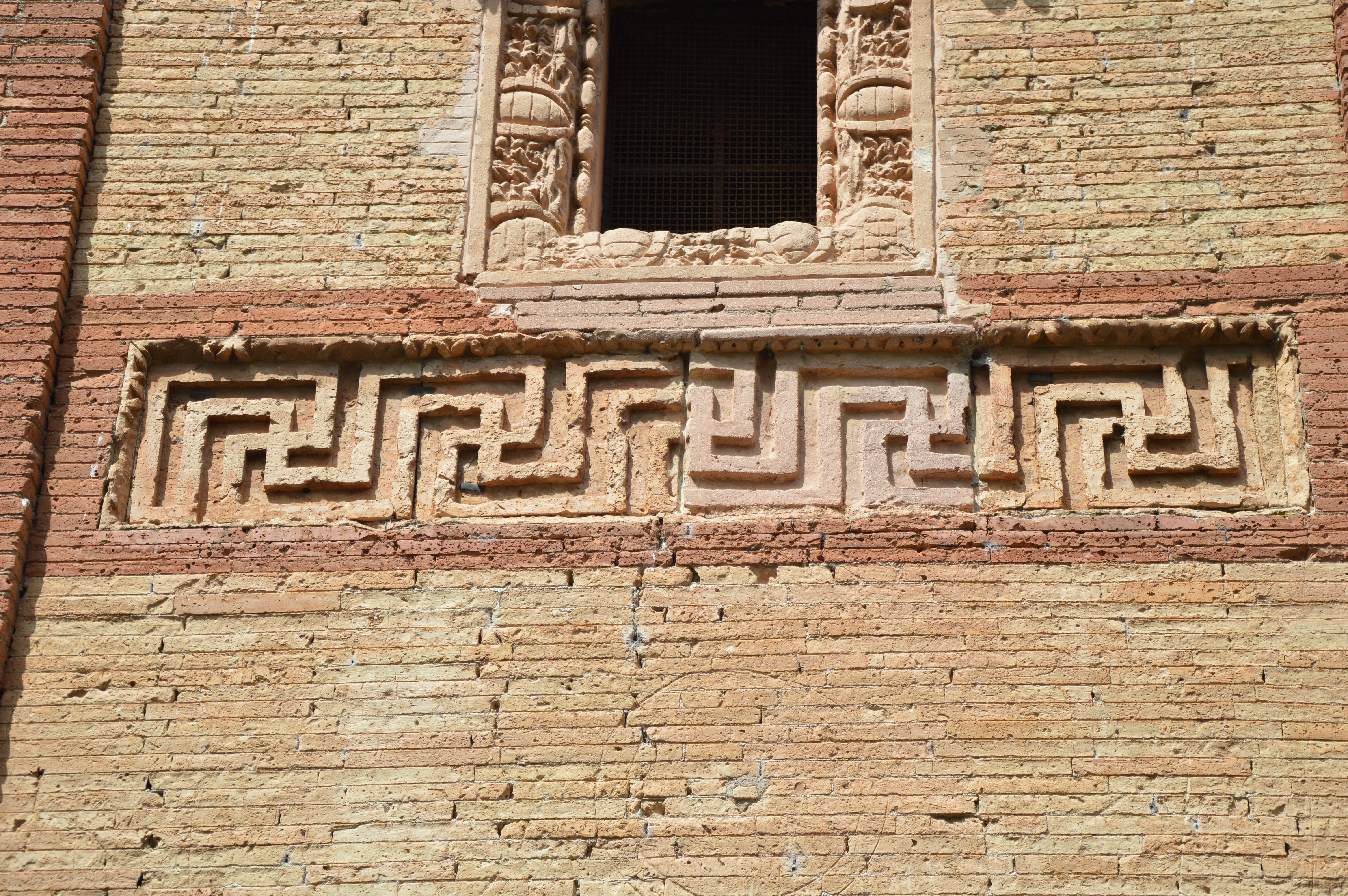
De zogenaamde tombe van Annia Regilla nabij de Via Appia, uitgevoerd in twee kleuren baksteen.

Romeinse bakstenen werden gemaakt van klei. De productiefaciliteiten voor grofkeramiek lagen vanwege de transportkosten altijd in de buurt van de cretifodinae, de kleiwinningsgebieden. Nadat de klei was gezuiverd van steentjes en plantenresten werd deze in houten mallen in de gewenste vorm gedrukt. De vormelingen werden daarna te drogen gelegd en vervolgens op circa 1000ºC gebakken, waardoor het keramiek gaat sinteren. De baksteen wordt hierdoor harder, sterker en weerbestendig. De Romeinse keramiekoven werd niet alleen voor stenen gebruikt maar ook voor andere keramische producten, waaronder terracotta, (sier)aardewerk en rioolbuizen. Een enkel voor baksteen gebruikte oven werd lateraria genoemd.
In Italië was de baksteenfabricage aanvankelijk in handen van rijke families; steenbakkerijen werden gezien als een waardevolle investering. De kleiwinnings- en productieplaatsen werden samen figlinae genoemd. De arbeiders, meestal slaven, werden ook figlinae genoemd. De dominus was de baas van de baksteenproductiefaciliteit; de officinatores waren de opzichters in de officina, de steenfabriek. In de Romeinse provincies was de baksteenproductie meestal een taak van het leger, vanaf de 1e eeuw kwam de baksteenproductie meer en meer onder toezicht van het rijk. De fabricage was een echte industriële activiteit en de kleifabrieken lagen meestal in de buurt van kleiputten en langs waterwegen die het transport van de geproduceerde baksteen gemakkelijk en goedkoper maakten dan wegtransport.

## Toepassingen

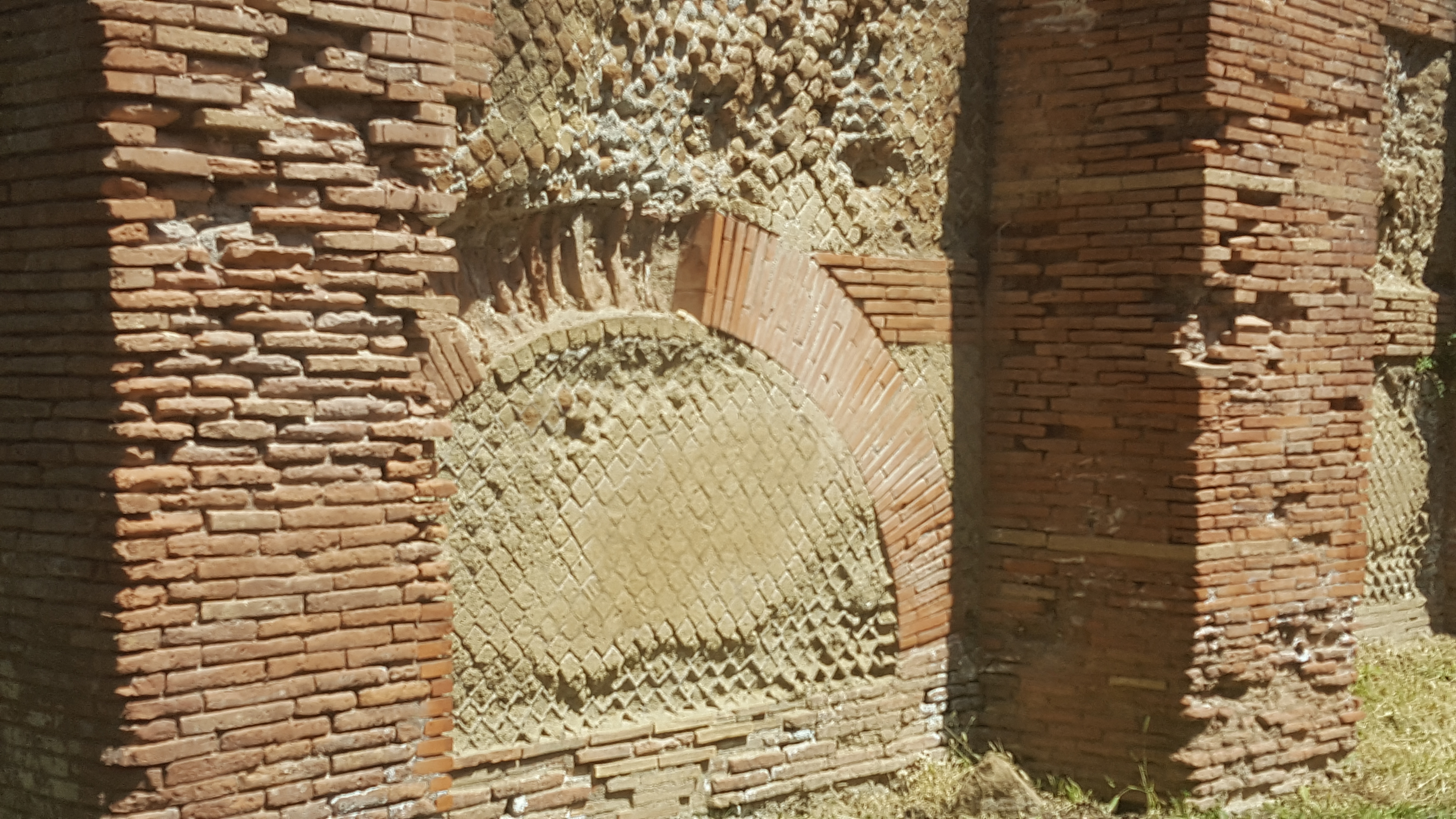
Portico van Claudius in opus reticulatum mixtum te Portus.

In tegenstelling tot de moderne baksteen werd de Romeinse baksteen voor meerdere doeleinden gebruikt, dus niet alleen voor het metselen van muren. De baksteen werd ook gebruikt als vloertegel, wandtegel, dakpan, zuil en in allerlei soorten Romeins metselwerk en vloerinlegwerk.

### Metselwerk
- Opus incertum; Romeins beton met een buitenlaag van onregelmatige stukken baksteen, tufsteen of andere natuursteen. Deze techniek dateert van de 2e eeuw v.Chr., later werden meer gelijksoortige stukken steen gebruikt, waardoor de muur gladder werd.
- Opus latericium; Romeins beton met lagen diagonaal gebroken driehoekige lateres bessales.
- Opus testaceum; Romeins beton met afwisselend lagen van opus latericium en lagen met grote bipedales.
- Opus reticulatum mixtum; Romeins beton met lagen opus reticulatum en opus latericium.
- Opus vittatum mixtum; Romeins beton met lagen opus vittatum en opus latericium.

### Vloerinlegwerk

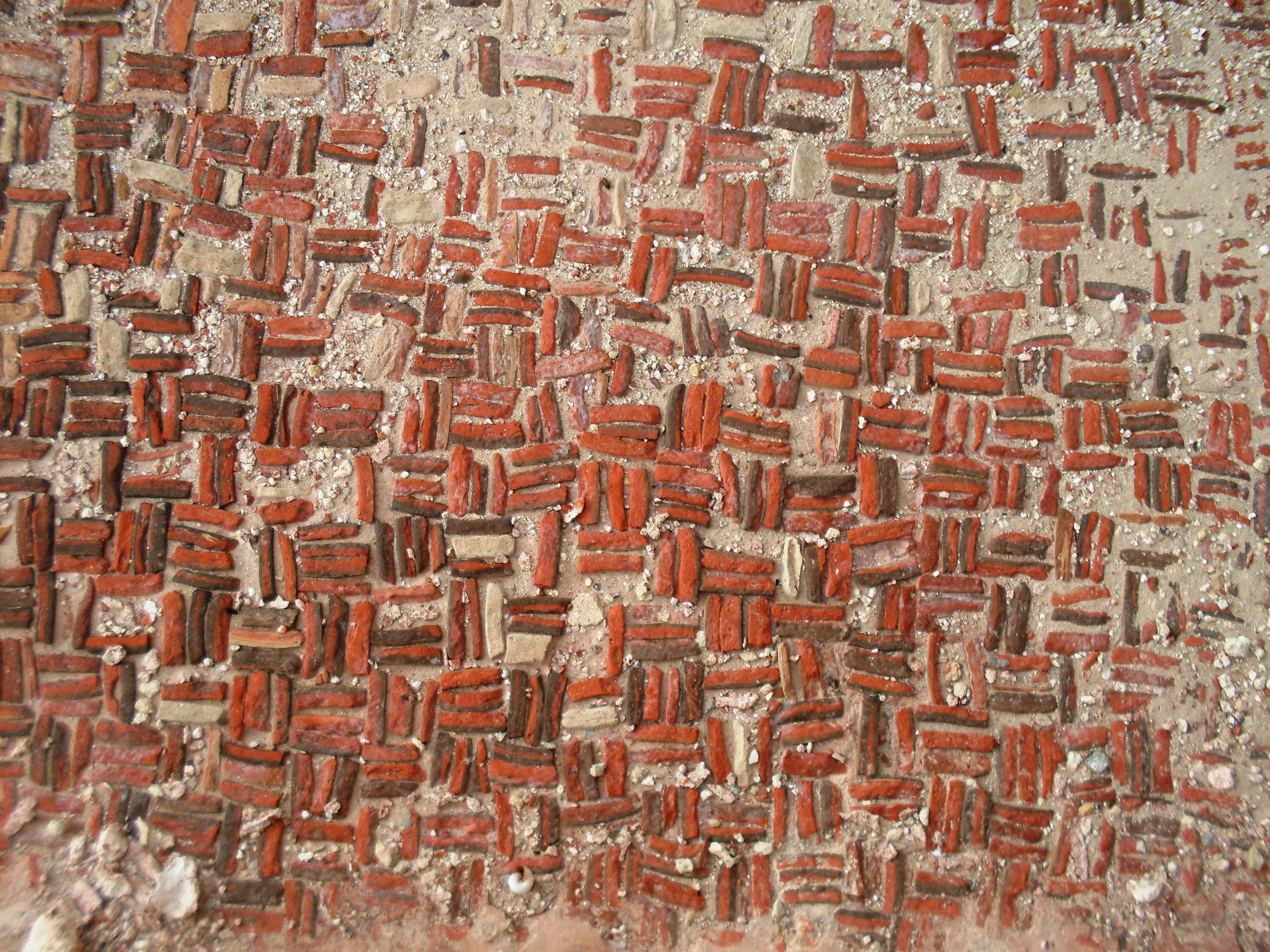
Opus figlinum

- Opus spicatum; vloer gelegd in visgraatmotief met laterculi, kleine keramische baksteentjes van dezelfde maat.
- Opus figlinum; vloer van keramische terra cotta- of baksteenfragmenten van dezelfde maat, zijdelings in rijtjes gelegd waardoor beurtelings horizontale en verticale vierkanten of rechthoeken worden gevormd. Hierdoor ontstaat een soort weefpatroon. Dit wordt ook wel opus figulinum genoemd. Een variant hierop is het pseudo-figlinum, waarbij allemaal steentjes van dezelfde maat in verschillende kleuren worden gebruikt, waarmee het patroon van een gevlochten mand wordt nagebootst.
- Opus signinum; betonvloer met keramische stukjes baksteen, ingelegd met vierhoekige tesserae of kleine steenfragmenten, soms in een patroon gelegd. Een variant hiervan is cocciopesto, een kalkmortelvloer of -wand met keramische stukjes maar zonder andere steen, vaak gebruikt als waterbestendige laag in aquaducten en wateropslagplaatsen.